# Grüningen (Breisach)

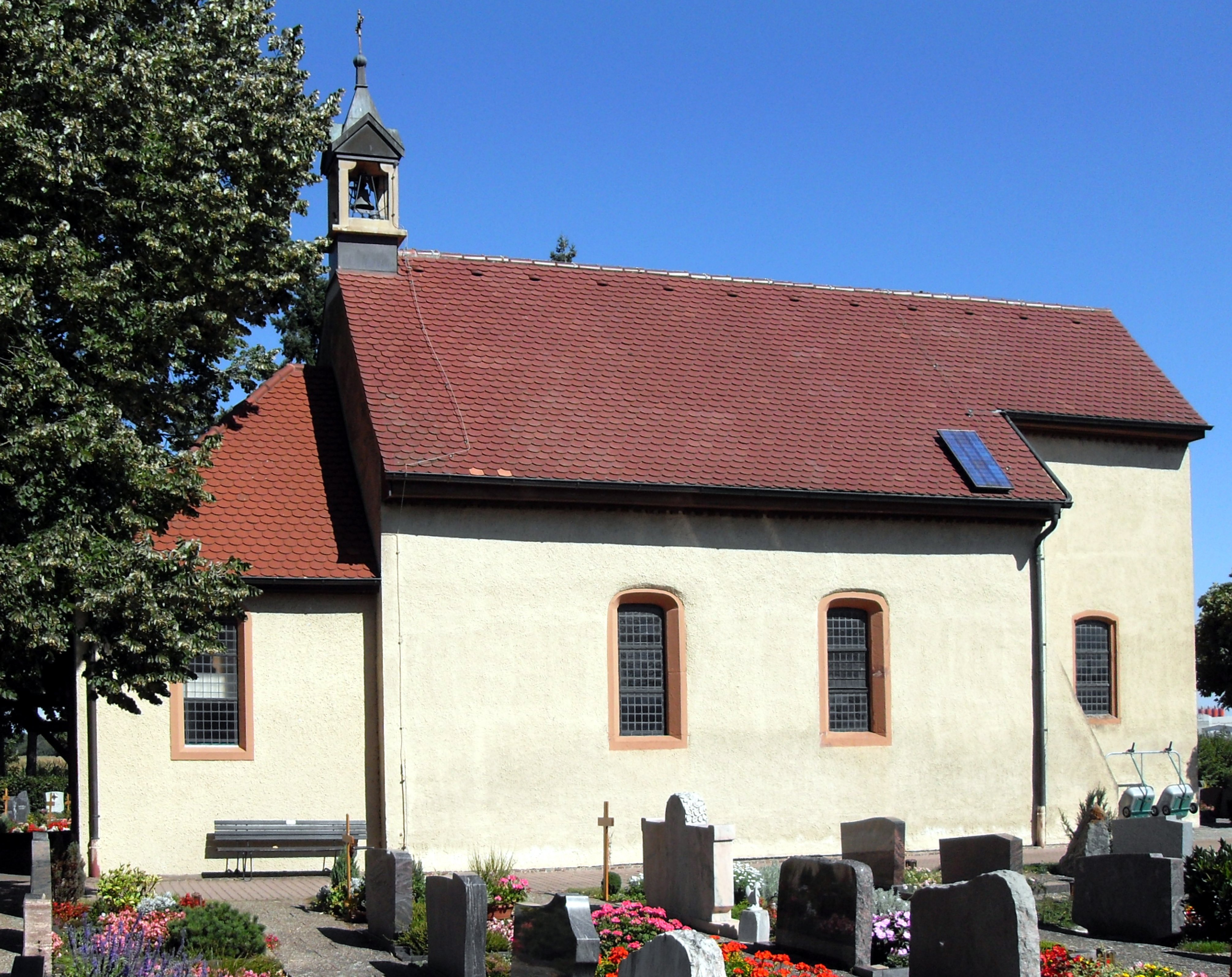
St.-Jakobus-Kapelle

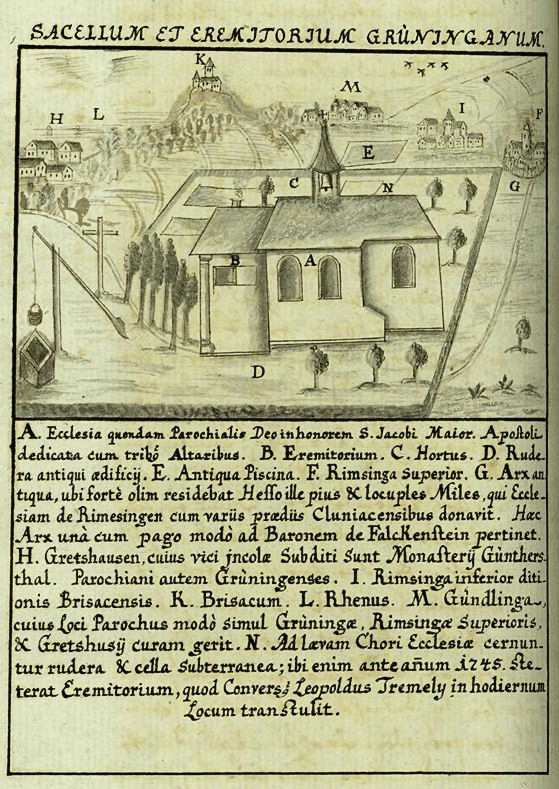
Ansicht von 1754

Grüningen ist ein ehemaliges Dorf im Süden des heutigen Gebietes der Stadt Breisach am Rhein. Es lag etwa eineinhalb Kilometer westlich von Rimsingen.

## Geschichte
Grüningen wurde bereits im Jahr 763 erstmals urkundlich erwähnt. Ende des 11. Jahrhunderts befand sich in Grüningen der Sitz eines Cluniazenserpriorats, das 1072 von einem Hesso von Üsenberg gegründet worden sein soll. Von 1078 bis 1087 wirkte dort Ulrich von Zell (* ca. 1029; † 1093), der die „constitutiones Cluniacenses“ (Gewohnheiten der Abtei Cluny) aufschrieb und das Priorat in das von ihm neu gegründete Kloster St. Ulrich im Schwarzwald verlegte. Kirche und Dorf verblieben im Besitz des Klosters.
Das Dorf wurde Ende des 14. Jahrhunderts weitgehend durch einen Ritter von Schnewlin zerstört. Die Grüninger Pfarrkirche St. Jakobus, die 1273 erstmals urkundlich erwähnt worden war, wurde wiederaufgebaut. Das St.-Jakobus-Patrozinium ist das älteste nachweisbare im Breisgau. Jahrhundertelang war die Kirche Pilgerstation am Jakobsweg nach Santiago gewesen.
1560 teilten Dorf und Kirche das Schicksal von St. Ulrich und gelangten an das Kloster St. Peter auf dem Schwarzwald. Das Dorf war spätestens im 17. Jahrhundert endgültig verschwunden, die Kirche wurde 1627 und 1699  erneuert oder ersetzt und enthielt fortan eine Eremitenwohnung.
Diese wurde dem Einsiedler Anton Maier aus Löffingen übergeben, der im Sommer 1716 von zwei Männern ermordet wurde. Im zweiten Teil der Fahrten und Wanderungen im Heimatlande aus dem Jahr 1856 berichtet Joseph Bader von einer noch lesbareren Grabinschrift Maiers, die um 1903 bereits unleserlich geworden war.
Seit 1844 dient die Kapelle als Friedhofskapelle des nahegelegenen Ortes Oberrimsingen. Die barocke Ausstattung zeigt geschnitzte Figuren des hl. Ulrich und des hl. Benedikt, sie werden dem Klosterbildhauer und Holzschnitzer Matthias Faller zugeschrieben. Der letzte Eremit starb 1862.